# Sandra Goldbach

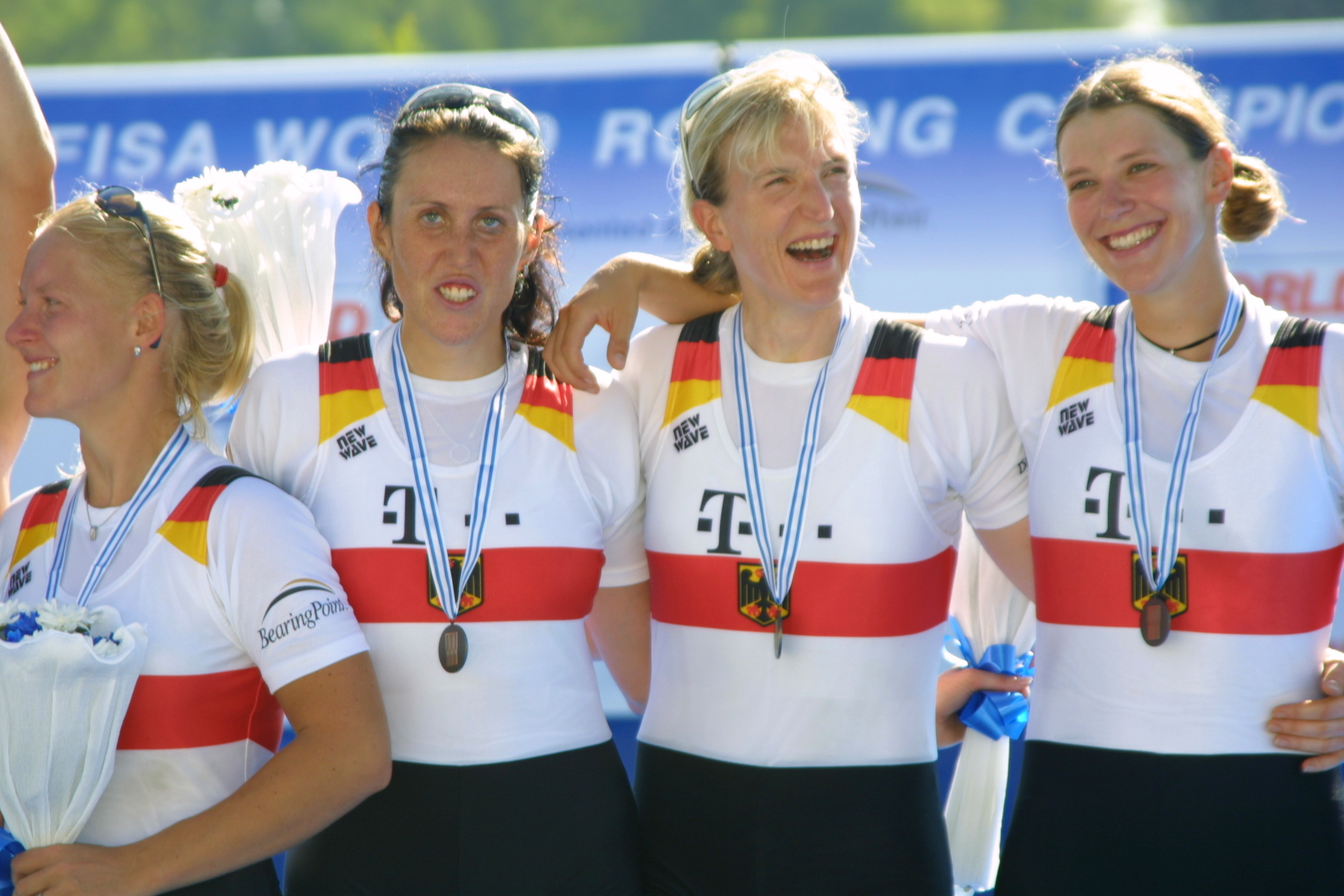
Ruderweltmeisterschaften 2003
v. l. n. r. Manuela Zander, Sandra Goldbach, Dana Pyritz und Ulrike Stadlmayr.

Sandra Goldbach (* 15. April 1977 in Dresden) ist eine ehemalige deutsche Ruderin.

## Sportliche Karriere
Sandra Goldbach gewann bei den Junioren-Weltmeisterschaften 1995 den Titel im Vierer ohne Steuerfrau. 1996 erruderte sie in der gleichen Bootsklasse eine Bronzemedaille beim Nations Cup, dem Vorgängerwettbewerb der U23-Weltmeisterschaften. 1997 rückte sie in den Achter in der Erwachsenenklasse auf und belegte den fünften Platz bei den Weltmeisterschaften. Bei den Weltmeisterschaften 1998 in Köln trat sie im Vierer ohne Steuerfrau an und erreichte den sechsten Platz. Ende Juli 1999 gewann sie im Vierer den Titel beim Nations Cup. Einen Monat später trat der Vierer mit Sandra Goldbach, Marita Scholz, Mira van Daelen und Sonja van Daelen bei den Weltmeisterschaften in St. Catharines an und gewann die Silbermedaille hinter den Weißrussinnen.
2001 kehrte Sandra Goldbach in den Achter zurück. Nach einem zweiten Platz beim Weltcup in Sevilla und einem Sieg beim Weltcup in München gewann der Achter die Bronzemedaille bei den Weltmeisterschaften in Luzern hinter den Booten aus Australien und aus Rumänien. Im Jahr darauf ruderte Goldbach wieder im Vierer und belegte den sechsten Platz bei den Weltmeisterschaften in Sevilla. Auch bei den Weltmeisterschaften 2003 in Mailand trat sie im Vierer an und gewann zusammen mit Ulrike Stadlmayr, Dana Pyritz und Manuela Zander die Bronzemedaille. 2004 ruderte sie zusammen mit Maren Derlien im Zweier ohne Steuerfrau. Die beiden belegten den fünften Platz bei den Olympischen Spielen in Athen.
Bei Deutschen Meisterschaften gewann Goldbach 1999 den Titel im Vierer ohne Steuerfrau zusammen mit Marita Scholz sowie Sonja und Mira van Daelen. 2001 gewann sie den Titel im Zweier ohne Steuerfrau zusammen mit Maja Tucholke. 1997, 2002 und 2003 gehörte sie zur Crew, die den Titel im Achter gewann.
Die 1,83 m große Sandra Goldbach startete für den Dresdner Ruder-Club. Die gelernte Bürokauffrau gehörte während ihrer Laufbahn zur Sportfördergruppe der Bundeswehr.